# Carduus litigiosus
Carduus litigiosus là một loài thực vật có hoa trong họ Cúc. Loài này được Nocca & Balb. mô tả khoa học đầu tiên năm 1821.